# Adolf Peichl
Adolf Peichl (8. prosince 1917 Vídeň – 4. června 1969 Vídeň) byl veterán východní fronty a vysoce vyznamenaný důstojník Waffen-SS za druhé světové války v hodnosti SS-Untersturmführer (Poručík). Mimo jiné byl i držitel mnoha vojenských vyznamenání jako například rytířský kříž železného kříže, německý kříž ve zlatě nebo spony za boj zblízka ve zlatě. Na svém účtě má také 11 ručně zničených nepřátelských tanků.

## Životopis
Adolf Peichl se narodil 8. prosince roku 1917 ve Vídni. V roce 1938 vstoupil do SS a později byl zařazen k 3. pluku SS „Der Führer“ (SS-Panzer-Grenadier-Regiment 3 "Der Führer") s kterým se účastnil invaze do Polska a později i bitvy o Francii.
Roku 1941, během německého útoku na Sovětský svaz (Operace Barbarossa) si Peichl vysloužil oba dva stupně železného kříže.
Za své akce na východní frontě byl nejprve v září roku 1943 vyznamenán německým křížem ve zlatě a o měsíc později obdržel i sponu za boj zblízka ve zlatě za 59 potvrzených dnů boje muže proti muži.
Poté, co vypukla spojenecká invaze do Normandie v červnu roku 1944, byla celá 2. tanková divize SS „Das Reich“ odvelena, aby čelila americkým a britským jednotkám. Peichl působící jako velitel čety ze 4. roty SS pluku „Der Führer“ se opět vyznamenal v bojích s jednotky spojenců a na základě doporučení velitele, pluku SS-Obersturmbannführera Otto Weidingera, byl vyznamenán 16. října roku 1944 rytířským křížem.
Ačkoliv nikdy neabsolvoval důstojnickou školu SS (SS-Junkerschule), byl za výjimečné hrdinství v akci povýšen 9. listopadu 1944 do důstojnické hodnosti SS-Untersturmführera der Reserve (Poručíka v záloze). Do konce války byl ještě během těžkých bojů raněn a podařilo se mu zničit dalších 5 tanků.
Adolf Peichl přežil válku a zemřel v relativně mladém věku 51 let dne 4. června 1969 ve své rodné Vídni. Zřejmě na následky svých četných zranění z války.

## Shrnutí vojenské kariéry

### Datum povýšení
- SS-Mann
- SS-Sturmmann – 1. listopad 1939
- SS-Rottenführer – 1. duben 1940
- SS-Unterscharführer – 1. září 1940
- SS-Oberscharführer
- SS-Hauptscharführer
- SS-Untersturmführer der Reserve – 9. listopad 1944

### Významná vyznamenání
- Rytířský kříž železného kříže – 16. říjen 1944
- Německý kříž ve zlatě – 16. září 1943
- Spona za boj zblízka ve zlatě – 26. říjen 1943
- Spona za boj zblízka ve stříbře – 22. říjen 1943
- Spona za boj zblízka v bronzu – 22. říjen 1943
- Železný kříž I. třídy – 28. říjen 1941
- Železný kříž II. třídy – 23. srpen 1941
- Odznak za samostatné zničení tanku (11×)
- Sudetská pamětní medaile se sponou Pražský hrad
- Medaile za východní frontu – 30. srpen 1942
- Odznak za zranění v černém – 23. srpen 1941
- Odznak za zranění ve stříbře – 1. březen 1943
- Odznak za zranění ve zlatě
- Útočný odznak pěchoty ve stříbře – 25. prosinec 1941